# Kristaq Mile
Kristaq Mile (ur. 29 kwietnia 1958 w Beracie) – albański piłkarz i trener piłkarski, w 1985 roku reprezentant Albanii.